# 芸者島田

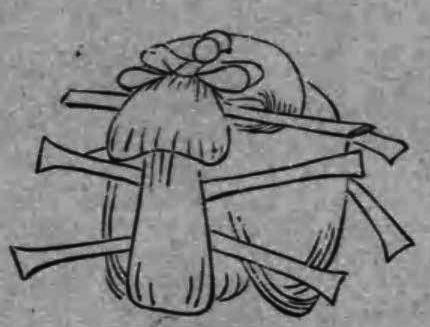
芸者島田

芸者島田（げいしゃしまだ）は幕末から江戸の芸者に結われた島田髷の変形である。
「つぶし島田」の一種であり、少女の結う結綿と髪飾り以外はほとんど同じ結い方をする。

## 特徴
前髪や鬢・髱は、ゆとりを持たせて丸みを出すことはなく、全体的にすっきりとした結い方である。「つぶし島田」は高島田と違って髷の根の部分に「枕」というクッションをいれずに結うものであり、根が低く髷に丈長をかけると髷の中央がへこんでつぶれたように見える。芸者島田は、この「つぶし島田」の髷の部分に白い丈長や銀の水引などをかけて縛る粋な印象の髷であり、江戸の芸者や歌の師匠などによって結われた。
江戸では大流行したが、見た目が地味なせいか京都の芸妓には好まれず、名前が似ている「芸妓島田」は同じ島田髷でも高島田の一種である。いずれも、髷はやや小さめで幅がやや狭く位置も若干低めで、髱も娘の髪型より下に長く伸びるので、艶っぽい感じになる。